# Châtenay (Isèra)
Châtenay és un municipi francès situat al departament de la Isèra i a la regió d'Alvèrnia-Roine-Alps. L'any 2007 tenia 404 habitants.

## Demografia

### Població
El 2007 la població de fet de Châtenay era de 404 persones. Hi havia 144 famílies de les quals 34 eren unipersonals (4 homes vivint sols i 30 dones vivint soles), 42 parelles sense fills, 55 parelles amb fills i 13 famílies monoparentals amb fills.
La població ha evolucionat segons el següent gràfic:
Habitants censats

### Habitatges
El 2007 hi havia 184 habitatges, 158 eren l'habitatge principal de la família, 21 eren segones residències i 5 estaven desocupats. 176 eren cases i 8 eren apartaments. Dels 158 habitatges principals, 138 estaven ocupats pels seus propietaris, 15 estaven llogats i ocupats pels llogaters i 5 estaven cedits a títol gratuït; 1 tenia una cambra, 3 en tenien dues, 7 en tenien tres, 53 en tenien quatre i 94 en tenien cinc o més. 128 habitatges disposaven pel capbaix d'una plaça de pàrquing. A 65 habitatges hi havia un automòbil i a 81 n'hi havia dos o més.

### Piràmide de població
La piràmide de població per edats i sexe el 2009 era:
| Homes | Edats   | Dones |
| ----- | ------- | ----- |
| 0     | 95 o +  | 0     |
| 0     | 90 a 94 | 0     |
| 0     | 85 a 89 | 4     |
| 0     | 80 a 84 | 4     |
| 8     | 75 a 79 | 0     |
| 4     | 70 a 74 | 4     |
| 16    | 65 a 69 | 12    |
| 24    | 60 a 64 | 4     |
| 12    | 55 a 59 | 16    |
| 16    | 50 a 54 | 28    |
| 4     | 45 a 49 | 4     |
| 4     | 40 a 44 | 8     |
| 20    | 35 a 39 | 8     |
| 12    | 30 a 34 | 20    |
| 8     | 25 a 29 | 8     |
| 4     | 20 a 24 | 12    |
| 4     | 15 a 19 | 4     |
| 24    | 10 a 14 | 16    |
| 4     | 5 a 9   | 16    |
| 20    | 0 a 4   | 8     |

## Economia
El 2007 la població en edat de treballar era de 255 persones, 172 eren actives i 83 eren inactives. De les 172 persones actives 164 estaven ocupades (94 homes i 70 dones) i 8 estaven aturades (5 homes i 3 dones). De les 83 persones inactives 32 estaven jubilades, 25 estaven estudiant i 26 estaven classificades com a «altres inactius».

### Ingressos
El 2009 a Châtenay hi havia 168 unitats fiscals que integraven 428,5 persones, la mediana anual d'ingressos fiscals per persona era de 16.625 €.

### Activitats econòmiques
Dels 24 establiments que hi havia el 2007, 4 eren d'empreses de fabricació d'altres productes industrials, 6 d'empreses de construcció, 1 d'una empresa de comerç i reparació d'automòbils, 2 d'empreses de transport, 1 d'una empresa d'hostatgeria i restauració, 1 d'una empresa d'informació i comunicació, 1 d'una empresa immobiliària, 7 d'empreses de serveis i 1 d'una empresa classificada com a «altres activitats de serveis».
Dels 8 establiments de servei als particulars que hi havia el 2009, 3 eren tallers de reparació d'automòbils i de material agrícola, 1 paleta, 2 guixaires pintors, 1 fusteria i 1 agència immobiliària.
L'any 2000 a Châtenay hi havia 17 explotacions agrícoles que ocupaven un total de 328 hectàrees.

## Poblacions més properes
El següent diagrama mostra les poblacions més properes.